# 1637 az irodalomban

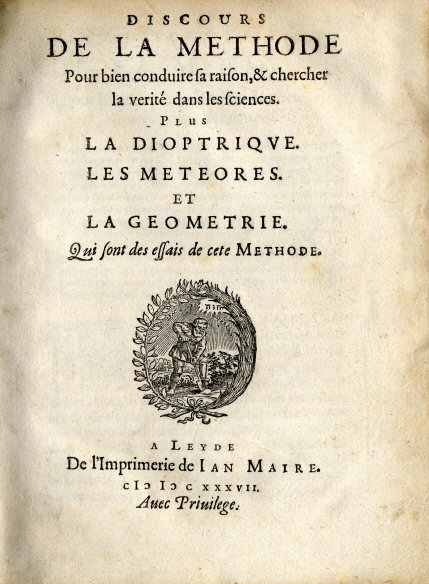
Descartes: Értekezés a módszerről

Az 1637. év az irodalomban.

## Események
- január 5. – Pierre Corneille Cid című drámájának bemutatója Párizsban (abban az évben nyomtatásban is). Megjelenése korszakhatár a francia dráma történetében.

## Publikációk
- június 8. – René Descartes első nagy műve: Discours de la méthode (Értekezés a módszerről).
- Calderón két drámája: A saját becsületének orvosa (El médico de su honra) és A csodatévő mágus (El mágico prodigioso)
- Baltasar Gracián értekezése: El héroe.

## Halálozások
- március 19. – Pázmány Péter esztergomi érsek, bíboros, a magyarországi ellenreformáció vezető alakja, akinek „írói munkássága a 17. századi magyar próza legnagyobb értékei közé sorolható.”[1] (* 1570)
- augusztus 6. – Ben Jonson angol drámaíró, költő és színész, William Shakespeare kortársa (* 1572)
- május 29. – Jiří Třanovský cseh-szlovák író, költő, egyházi énekszerző, evangélikus lelkész, őt nevezik a „szláv Luthernek” (* 1591)